# Кантон (адміністративна одиниця)
Канто́н — назва українською мовою типу, класу адміністративно-територіальних одиниць у деяких країнах, сучасних або історичних, зокрема:
- основна адміністративна одиниця Швейцарії (див. кантони Швейцарії);
- основна адміністративно-територіальна одиниця Федерації Боснія і Герцеговина, боснійсько-хорватської складової частини Боснії і Герцеговини (адміністративний поділ Боснії і Герцеговини);
- адміністративна одиниця 3-го рівня у Франції (кантони Франції; на 2018 налічується 4055 кантонів, у тому числі 172 за кордоном);
- адміністративна одиниця другого рівня Еквадору, Коста-Рики, Люксембургу;
- судовий кантон (група муніципалітетів під юрисдикцією єдиного судді) та виборчий округ у Бельгії (адміністративний поділ Бельгії).

В 1920-1930 роки кантони були і в деяких областях і республіках СРСР (адміністративний поділ СРСР)